# Limnephilus hyalinus
Limnephilus hyalinus är en nattsländeart som beskrevs av Hagen 1861. Limnephilus hyalinus ingår i släktet Limnephilus och familjen husmasknattsländor. Inga underarter finns listade i Catalogue of Life.